# Classe Rubin
La Classe Rubin est une classe de patrouilleur brise-glace de marine côtière de Russie.